# Övre Thrakiska låglandet
Övre Thrakiska låglandet (bulgariska: Горнотракийска Низина / Gornotrakijska Nizina) är en slätt i sydöstra Bulgarien. Den ligger i den norra delen av den historiska regionen Thrakien. Låglandet gränsar i norr mot Srednabergen och i söder mot Rodopibergen, Sakar och Strandzja. Floden Maritsa flyter genom låglandet. 